# هيو جونز باري
هيو جونز باري (بالإنجليزية: Emyr Jones Parry)‏ هو دبلوماسي بريطاني، ولد في 21 سبتمبر 1947 في Carmarthenshire ‏ في المملكة المتحدة.